# Praha sobě
Praha sobě bylo sdružení nezávislých kandidátů v Praze. Bylo vytvořeno před volbami do Zastupitelstva hlavního města Prahy v roce 2018. Hlavními představiteli byli Jan Čižinský a Hana Třeštíková. Vzniklo na podkladu podobné iniciativy Praha 7 sobě, která v roce 2014 vyhrála volby do zastupitelstva městské části Praha 7. Sdružení bylo složeno z aktivních občanů, snažili se o propojení s místními spolky a „prezentovat se jako principiální alternativa stávajícího magistrátního establishmentu s cílem vyhrát volby“.
V roce 2024 se celá platforma přesunula do politické strany Podporujeme občanskou kandidátku PRAHA SOBĚ, která se přejmenovala na Pražskou městskou stranu PRAHA SOBĚ.

## Historie

### Volby do Zastupitelstva hlavního města Prahy 2018
Dne 12. prosince 2017 uskupení oznámilo, že hodlá shromáždit 100.000 podpisů, které mu umožní kandidovat jako sdružení nezávislých kandidátů podle zákona o volbách do zastupitelstev obcí. Pokud do srpna 2018 nezíská potřebný počet podpisů, kandidovat nebude. Mottem petice bylo "Praha, pod kterou se můžete podepsat".
V lednu 2018 začali členové uskupení ve spolupráci s občanskými iniciativami na Praze 1 shánět podporu pro svolání místního referenda v otázce dlouhodobého a údajně nevýhodného koncesního řízení na pronájem Nemocnice na Františku soukromníkovi. Podařilo se sesbírat 3700 podpisů, přibližně o polovinu více, než bylo k vyvolání místního referenda potřebné. Dne 31. ledna zastupitelstvo Prahy 1 koncesní řízení zrušilo.
Na začátku března měla iniciativa kolem 600 dobrovolníků a sesbíráno přes 20 tisíc podpisů. V polovině června bylo ze zákonného limitu 90 616 podpisů (7 % obyvatel Prahy) sesbíráno přibližně 60 tisíc podpisů, v polovině července – čtrnáct dní před termínem registrace kandidátních listin – 87 tisíc.
Dne 31. července odevzdala iniciativa kandidátku s 97 095 podpisy a zahájila kampaň založenou na dobrovolnících. Petice byla 8. srpna přijata za platnou. Následně na hnutí podal žalobu zástupce Protipirátské kandidátky Josef Vrana kvůli tomu, že Čižinského uskupení podalo z důvodu nejasnosti právní úpravy nejprve dvě kandidátní listiny. Městský soud v Praze ale žalobu odmítl. Součástí kampaně bylo několik video spotů včetně skladby Píseň všech Pražanů, která měla před volbami desetitisíce zhlédnutí.
Praha sobě ve volbách do Zastupitelstva hlavního města Prahy 2018 získala s výsledkem 16,57 % třetí nejvyšší počet hlasů a 13 mandátů. Týž večer zahájilo hnutí jednání o koalici s druhými Piráty a čtvrtými Spojenými silami pro Prahu (koalicí TOP 09 a STAN). Dne 12. listopadu 2018 uzavřelo s těmito subjekty koaliční smlouvu.
Dne 15. listopadu byli za Prahu sobě do nové Rady hlavního města Prahy zvoleni:
- náměstek primátora a radní pro oblast dopravy Adam Scheinherr,
- náměstek primátora a radní pro oblast financí a rozpočtu Pavel Vyhnánek,
- radní pro oblast kultury, památkové péče, výstavnictví a cestovního ruchu Hana Třeštíková
- a radní pro oblast sociální politiky a zdravotnictví Milena Johnová.[19]

Na úrovni městských částí Prahy sdružení v roce 2018 nekandidovalo, pouze v Praze 1 a Praze 7 kandidovala spřátelená sdružení nezávislých kandidátů Praha 1 sobě a Praha 7 sobě. Podobný název volily i některé volební strany v dalších městských částech, které však s Čižinského hnutím nemají přímou souvislost: Dvojka sobě v Praze 2 (koalice Strany zelených, KDU-ČSL, ČSSD a nezávislých kandidátů, přičemž odkaz na Prahu sobě byl přiznán jako úmyslný), Praha 4 sobě (Strana zelených s nezávislými kandidáty), Osmička sobě (která se pod tímto názvem účastnila už voleb v roce 2014) a Devítka sobě (KDU-ČSL, Strana zelených a nezávislí kandidáti).

### Volby do Senátu PČR 2020
Ve volbách do Senátu PČR v roce 2020 Praha sobě podporovala společně s KDU-ČSL, Zelenými a SEN 21 obhajobu senátorského křesla Václava Hampla v obvodu č. 27 – Praha 1. Hampl však svůj mandát neobhájil, ve druhém kole ho totiž porazila politička Miroslava Němcová.

### Volby do Zastupitelstva hlavního města Prahy 2022
Praha sobě se v roce 2022 znovu pokoušela nasbírat podpisy pražských obyvatel pro kandidaturu do Zastupitelstva hlavního města Prahy. K tomu, aby mohla kandidovat jako sdružení nezávislých kandidátů, potřebovala nasbírat asi 95 tisíc podpisů, dobrovolníci a podporovatelé jich však nasbírali 92 565. Praha sobě se voleb nakonec účastní jako sdružení nezávislých kandidátů a politické strany Podporujeme občanskou kandidátku PRAHA SOBĚ. Na kandidátce je 60 nestraníků, 3 členové 8žije a 2 členové strany PRAHA SOBĚ. Lídrem uskupení je zastupitel hlavního města Prahy Jan Čižinský, druhá na kandidátní listině je radní hlavního města Prahy Hana Třeštíková.
Ve volbách do zastupitelstev městských částí Prahy kandidovala spřátelená uskupení Prahy sobě nejen v Praze 1 a Praze 7 (jako ve volbách v roce 2018), ale nově také v Praze 2, 3, 5, 6, 8, 9, 11, 12, 13, 14, v Praze-Kunraticích a Praze-Satalicích. Z celkem 14 kandidátek Praha sobě na městských částech se 6 kandidátek dostalo do koalic, které vedou městské části – a to v Praze 3, 5, 6, 7, 9 a 11.

## Program

### 2018
Volební program sdružení pro volby v roce 2018 měl pět hlavních priorit:
1. Radikálně zlepšit dopravní infrastrukturu.
2. Masivně investovat do školství.
3. Ulice musí být přívětivé a bezpečné.
4. Zdravé město musí být důstojným domovem pro každého bez rozdílu věku či postavení.
5. Klíčový úřad města – magistrát – musí svoje kompetence vykonávat efektivně a předvídatelně.

### 2022
Volební program sdružení pro volby v roce 2022 obsahuje přehled úspěchů za čtyři roky působení na v koalici na pražském magistrátu. Zároveň představuje 11 hlavních bodů „to nejdůležitější pro Prahu" a dalších 218 plánovaných zlepšení.
1. Okružní metro O
2. Praha zase musí mít své byty
3. Chodníky bez bariér a veřejné záchody
4. Sídliště musí být skvělým místem k životu
5. Silniční okruhy potřebují dokončit
6. Nová centra pro duševní zdraví a podpory prevence
7. Vltava a její mosty musí Prahu spojovat
8. Chceme dostatek škol, školek i lékářů tam, kde bydlíte
9. Středočeská auta nesmí dusit Prahu
10. Do Průmyslového paláce a Pražské tržnice se vrátí život
11. Praha je srdcem českého národa, které musíme chránit

## Kritika
Rada hlavního města Prahy, do které byli zvoleni čtyři zástupci za Praha sobě, čelí podezření z falšování výsledku tajného hlasování o rekonstrukci Libeňského mostu za půl miliardy korun, jež proběhlo na zasedání rady 29. dubna 2019.
V květnu 2019 byli pražští radní za Praha sobě kritizováni, že hlasovali pro usnesení, kterým bylo umožněno tajné hlasování o geologickém průzkumu linky metra D za 1,5 miliardy korun. Podle předsedy Pirátů Ivana Bartoše „Dopravu má teď v Praze na starosti tým pana Čižinského, konkrétně pan radní Scheinherr. Byl to on, kdo požadoval tajné hlasování.” Radní pro dopravu Adam Scheinherr obhajoval tajné hlasování tím, že mělo "dát všem radním možnost vyjádřit se, aniž by museli brát jakýkoliv ohled na politické mantinely uskupení, jejichž jsou členy."

## Volební výsledky

### Zastupitelstvo Prahy
| Volby | Hlasy     | Hlasy | Mandáty | Mandáty | Pozice | Postavení |
| Volby | Abs.      | %     | Abs.    | ±       | Pozice | Postavení |
| ----- | --------- | ----- | ------- | ------- | ------ | --------- |
| 2018  | 4 197 578 | 16.6  | 13/65   | ▲13     | ▲3.    | Koalice   |
| 2022  | 3 472 648 | 14.7  | 11/65   | ▼2      | ▼4.    | Opozice   |

### Zastupitelstva pražských městských částí

#### Zastupitelstvo Prahy 1
Na Praze 1 kandidovalo uskupení „PRAHA 1 SOBĚ“.
| Volby | Hlasy  | Hlasy | Mandáty | Mandáty | Pozice | Postavení        |
| Volby | Abs.   | %     | Abs.    | ±       | Pozice | Postavení        |
| ----- | ------ | ----- | ------- | ------- | ------ | ---------------- |
| 2018  | 46 396 | 21.3  | 6/25    | ▲6      | ▲1.    | Koalice (1 rok)  |
| 2018  | 46 396 | 21.3  | 6/25    | ▲6      | ▲1.    | Opozice (3 roky) |
| 2022  | 46 372 | 22.8  | 7/25    | ▲7      | ▬1.    | Opozice          |

#### Zastupitelstvo Prahy 2
Na Praze 2 kandidovalo uskupení „PRAHA 2 SOBĚ“.
| Volby | Hlasy  | Hlasy | Mandáty | Mandáty | Pozice | Postavení |
| Volby | Abs.   | %     | Abs.    | ±       | Pozice | Postavení |
| ----- | ------ | ----- | ------- | ------- | ------ | --------- |
| 2022  | 82 207 | 19.1  | 8/35    | ▲8      | ▲2.    | Opozice   |

#### Zastupitelstvo Prahy 3
Na Praze 3 kandidovalo uskupení „PRAHA 3 SOBĚ“.
| Volby | Hlasy  | Hlasy | Mandáty | Mandáty | Pozice | Postavení |
| Volby | Abs.   | %     | Abs.    | ±       | Pozice | Postavení |
| ----- | ------ | ----- | ------- | ------- | ------ | --------- |
| 2022  | 48 633 | 7.2   | 2/35    | ▲2      | ▲5.    | Koalice   |

#### Zastupitelstvo Prahy 5
Na Praze 5 kandidovalo uskupení „PRAHA 5 SOBĚ“.
| Volby | Hlasy   | Hlasy | Mandáty | Mandáty | Pozice | Postavení        |
| Volby | Abs.    | %     | Abs.    | ±       | Pozice | Postavení        |
| ----- | ------- | ----- | ------- | ------- | ------ | ---------------- |
| 2022  | 209 131 | 21.3  | 10/41   | ▲10     | ▲1.    | Koalice (2 roky) |
| 2022  | 209 131 | 21.3  | 10/41   | ▲10     | ▲1.    | Opozice (2 roky) |

#### Zastupitelstvo Prahy 6
Na Praze 6 kandidovalo uskupení „PRAHA 6 SOBĚ“.
| Volby | Hlasy   | Hlasy | Mandáty | Mandáty | Pozice | Postavení |
| Volby | Abs.    | %     | Abs.    | ±       | Pozice | Postavení |
| ----- | ------- | ----- | ------- | ------- | ------ | --------- |
| 2022  | 195 058 | 12.7  | 6/45    | ▲6      | ▲6.    | Koalice   |

#### Zastupitelstvo Prahy 7
Na Praze 7 kandidovalo uskupení „PRAHA 7 SOBĚ“, které již kandidovalo v komunálních volbách 2014.
| Volby | Hlasy   | Hlasy | Mandáty | Mandáty | Pozice | Postavení |
| Volby | Abs.    | %     | Abs.    | ±       | Pozice | Postavení |
| ----- | ------- | ----- | ------- | ------- | ------ | --------- |
| 2014  | 139 614 | 43.6  | 15/29   | ▲15     | ▲1.    | Koalice   |
| 2018  | 225 759 | 55.5  | 18/29   | ▲3      | ▬1.    | Koalice   |
| 2022  | 199 745 | 53    | 18/29   | ▬0      | ▬1.    | Koalice   |

#### Zastupitelstvo Prahy 8
Na Praze 8 kandidovalo uskupení společně s místním sdružením nezávislých kandidátů Osmička žije pod značkou „8žije a PRAHA SOBĚ“.
| Volby | Hlasy   | Hlasy | Mandáty | Mandáty | Pozice | Postavení |
| Volby | Abs.    | %     | Abs.    | ±       | Pozice | Postavení |
| ----- | ------- | ----- | ------- | ------- | ------ | --------- |
| 2022  | 139 614 | 17    | 9/45    | ▲9      | ▲3.    | Opozice   |

#### Zastupitelstvo Prahy 9
Na Praze 9 kandidovalo uskupení „PRAHA 9 SOBĚ“.
| Volby | Hlasy  | Hlasy | Mandáty | Mandáty | Pozice | Postavení |
| Volby | Abs.   | %     | Abs.    | ±       | Pozice | Postavení |
| ----- | ------ | ----- | ------- | ------- | ------ | --------- |
| 2022  | 67 793 | 13.9  | 4/33    | ▲4      | ▲3.    | Koalice   |

#### Zastupitelstvo Prahy 11
Na Praze 11 kandidovalo uskupení „PRAHA 11 SOBĚ“.
| Volby | Hlasy  | Hlasy | Mandáty | Mandáty | Pozice | Postavení |
| Volby | Abs.   | %     | Abs.    | ±       | Pozice | Postavení |
| ----- | ------ | ----- | ------- | ------- | ------ | --------- |
| 2022  | 80 765 | 10.7  | 4/35    | ▲4      | ▲4.    | Koalice   |

#### Zastupitelstvo Prahy 12
Na Praze 12 kandidovalo uskupení „PRAHA 12 SOBĚ“.
| Volby | Hlasy  | Hlasy | Mandáty | Mandáty | Pozice | Postavení |
| Volby | Abs.   | %     | Abs.    | ±       | Pozice | Postavení |
| ----- | ------ | ----- | ------- | ------- | ------ | --------- |
| 2022  | 63 719 | 11.1  | 4/35    | ▲4      | ▲4.    | Opozice   |

#### Zastupitelstvo Prahy 13
Na Praze 13 kandidovalo uskupení „PRAHA 13 SOBĚ“.
| Volby | Hlasy  | Hlasy | Mandáty | Mandáty | Pozice | Postavení |
| Volby | Abs.   | %     | Abs.    | ±       | Pozice | Postavení |
| ----- | ------ | ----- | ------- | ------- | ------ | --------- |
| 2022  | 64 494 | 11    | 4/35    | ▲4      | ▲4.    | Opozice   |

#### Zastupitelstvo Prahy 14
Na Praze 14 kandidovalo uskupení „PRAHA 14 SOBĚ“.
| Volby | Hlasy  | Hlasy | Mandáty | Mandáty | Pozice | Postavení |
| Volby | Abs.   | %     | Abs.    | ±       | Pozice | Postavení |
| ----- | ------ | ----- | ------- | ------- | ------ | --------- |
| 2022  | 64 494 | 11    | 4/35    | ▲4      | ▲4.    | Opozice   |

#### Zastupitelstvo Prahy-Kunratic
V Praze-Kunraticích kandidovalo uskupení „KUNRATICE SOBĚ“.
| Volby | Hlasy | Hlasy | Mandáty | Mandáty | Pozice | Postavení |
| Volby | Abs.  | %     | Abs.    | ±       | Pozice | Postavení |
| ----- | ----- | ----- | ------- | ------- | ------ | --------- |
| 2022  | 8 583 | 26.8  | 3/11    | ▲3      | ▲2.    | Opozice   |

#### Zastupitelstvo Prahy-Satalic
V Praze-Satalicích kandidovalo uskupení „SATALICE SOBĚ“.
| Volby | Hlasy | Hlasy | Mandáty | Mandáty | Pozice | Postavení |
| Volby | Abs.  | %     | Abs.    | ±       | Pozice | Postavení |
| ----- | ----- | ----- | ------- | ------- | ------ | --------- |
| 2022  | 3 236 | 32.2  | 4/11    | ▲4      | ▲2.    | Opozice   |